# Jamie Spence

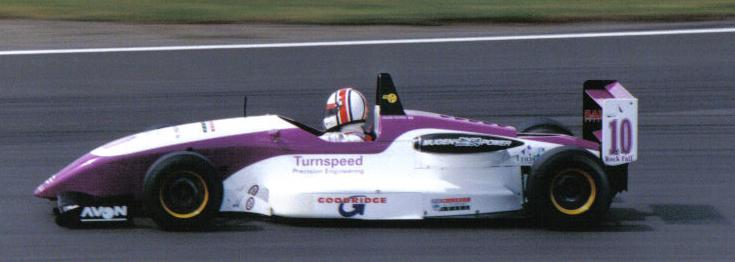
Spence durante uma corrida da F3 Inglesa

Jamie Spence (nascido em 1973) é um automobilista britânico.

## Carreira
Spencer começou sua carreira nas corridas em 1992 na Fórmula Ford Britânica, onde conquistou o título do campeonato. Em 1996, disputou as duas últimas rodadas do Campeonato Britânico de Carros de Turismo no circuito de Brands Hatch pela equipe Rouse Sport numa Nissan Primera. Participou também da Fórmula 3 Japonesa e Série Mundial da Renault.

## Todos os resultados do Campeonato Britânico de Carros de Turismo
(legenda) (Corridas em negrito indicam pole position) (Corridas em itálico indicam volta mais rápida)
| Ano  | Equipe      | Carro              | 1     | 2     | 3     | 4     | 5     | 6     | 7     | 8     | 9     | 10    | 11    | 12    | 13    | 14    | 15    | 16    | 17    | 18    | 19    | 20    | 21    | 22    | 23    | 24    | 25       | 26        | Pos  | Pts |
| ---- | ----------- | ------------------ | ----- | ----- | ----- | ----- | ----- | ----- | ----- | ----- | ----- | ----- | ----- | ----- | ----- | ----- | ----- | ----- | ----- | ----- | ----- | ----- | ----- | ----- | ----- | ----- | -------- | --------- | ---- | --- |
| 1996 | Rouse Sport | Nissan Primera eGT | DON 1 | DON 2 | BRH 1 | BRH 2 | THR 1 | THR 2 | SIL 1 | SIL 2 | OUL 1 | OUL 2 | SNE 1 | SNE 2 | BRH 1 | BRH 2 | SIL 1 | SIL 2 | KNO 1 | KNO 2 | OUL 1 | OUL 2 | THR 1 | THR 2 | DON 1 | DON 2 | BRH 1 11 | BRH 2 Ret | 23.º | 0   |